# 优陀耶迭多跋摩一世
优陀耶迭多跋摩一世（Udayadityavarman I，？—1002年）柬埔寨吴哥王朝国王（1001年—1002年在位）。
因为阇耶跋摩五世没有子嗣，而后继的优陀耶迭多跋摩一世与其没有血缘，统治数月后优陀耶迭多跋摩被杀，吴哥爆发长达九年的内战。